# Атер
Ате́р (фр. Attert, валлон. Ater, люкс. Atert) — коммуна в Валлонии, расположенная в провинции Люксембург, округ Арлон. Принадлежит Французскому языковому сообществу Бельгии. На площади 70,94 км² проживают 4656 человек (плотность населения — 66 чел./км²), из которых 49,55 % — мужчины и 50,45 % — женщины. Средний годовой доход на душу населения в 2003 году составлял 14 163 евро.
Почтовый код: 6717. Телефонный код: 063.